# Валлуа, Анри Виктор
Анри Виктор Валлуа (фр. Henri Victor Vallois; 11 апреля 1889, Нанси – 27 августа 1981, Париж) – французский антрополог,  анатом, палеонтолог, редактор, педагог. Член Парижской медицинской академии (1952). 
Более 40 лет был одним из ведущих антропологов и палеоантропологов Франции, также занимался сравнительной анатомией позвоночных.

## Биография
До 1914 года изучал медицину в Университете Монпелье. Продолжил учёбу в Парижском университете, где слушал лекции по естествознанию до 1922 года. В том же году стал преподавателем анатомии и зоологии Тулузского университета, где занимался вопросами в области антропологии.
С 1932 по 1970 год редактировал журнал Revue d'Anthropologie.
Занимал видные должности в престижных научных учреждениях: был профессором этнологии современного и доисторического человека в Национальном музее естественной истории, генеральным секретарем Парижского общества антропологии в 1937 году, председателем отделения «Антропологии, предыстории, этнографии» CNRS, профессором (1939), затем директором Института палеонтологии человека, президентом Международного союза антропологических и этнографических наук ЮНЕСКО, директором лаборатории антропологии Высшей школы исследований (1941–1961).
Директор парижского Музея человека, был сотрудником Национального музея естественной истории.
Его защита классификации расовых категорий, близкая в 1930-х и 1940-х годах к расистским антропологам, подвергалась критике.

## Избранные публикации
- Les hommes fossiles, éléments de paléontologie humaine, 1920
- Anthropologie de la population française, 1943
- Les races humaines, PUF, collection Que sais-je, 1944
- Catalogue des hommes fossiles. Alger, 1953.
- Les Mésolithiques de France.